# 費馬點

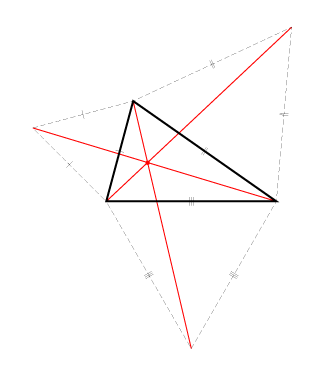

在几何学中，费马点是位于三角形内的一个点。给定一个三角形△ABC的话，从这个三角形的费马点P到三角形的三个顶点A、B、C的距离之和
比从其它点算起的都要小。这个特殊点对于每个给定的三角形都只有一个。
费马点问题最早是由法国数学家皮埃爾·德·費馬在一封写给意大利数学家埃萬傑利斯塔·托里拆利（气压计的发明者）的信中提出的。托里拆利最早解决了这个问题，而19世纪的数学家斯坦纳重新发现了这个问题，并系统地进行了推广，因此这个点也称为托里拆利点或斯坦纳点，相关的问题也被称作费马-托里拆利-斯坦纳问题。

## 源起：费马的问题
1638年，勒内·笛卡儿邀请费马思考关于到四个顶点距离为定值的函数的问题。这大概也是1643年，费马写信向埃萬傑利斯塔·托里拆利询问关于费马点的问题的原因。费马的问题是这样的：
平面上有三个不在同一条直线上的点A, B, C，对平面上的另一个点P，考虑点P到原来的三个点的距离之和：PA + PB + PC。是否有这样一个点P0，使得它到点A, B, C的距离之和P0A + P0B + P0C比任何其它的PA + PB + PC都要小？
这个问题首先被托里拆利解决，但他生前并没有发表。托里拆利的学生温琴佐·维维亚尼在1659年将他的遗作整理發表，其中包括了费马点问题的证明:124。他的解法中用到了椭圆的焦点的性质。

## 费马-托里拆利点
托里拆利的解法中对这个点的描述是：对于每一个角都小于120°的三角形ABC的每一条边为底边，向外作正三角形，然后作这三个正三角形的外接圆。托里拆利指出这三个外接圆会有一个共同的交点，而这个交点就是所要求的点。这个点和当时已知的三角形特殊点都不一样。这个点因此也叫做托里拆利点。
1647年，博納文圖拉·卡瓦列里在他的著作《几何学题集》（Exerciones Geometricae）中也探讨了这个问题。他发现，将作正三角形时作出的三个点与对面的顶点连接，可以得出三条线段。这三条线段交于托里拆利点，而且托里拆利点对每条边张的角都是120°。

## 作法及证明
下面是三角形的费马点的作法：

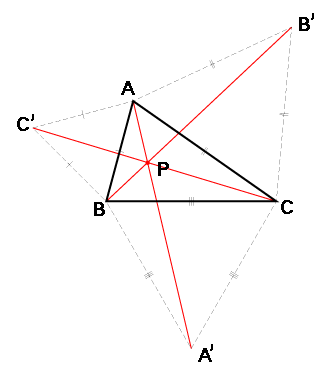

- 当有一个内角不小于120°时，费马点为此角对应顶点。
- 当三角形的内角都小于120°时
  - 以三角形的每一边为底边，向外做三個正三角形△ABC'，△BCA'，△CAB'。
  - 連接CC'、BB'、AA'，则三条线段的交点就是所求的点。[6]

### 几何证明
三角形的内角都小于120°的情况：
首先证明CC'、BB'、AA'三条线交于一点。

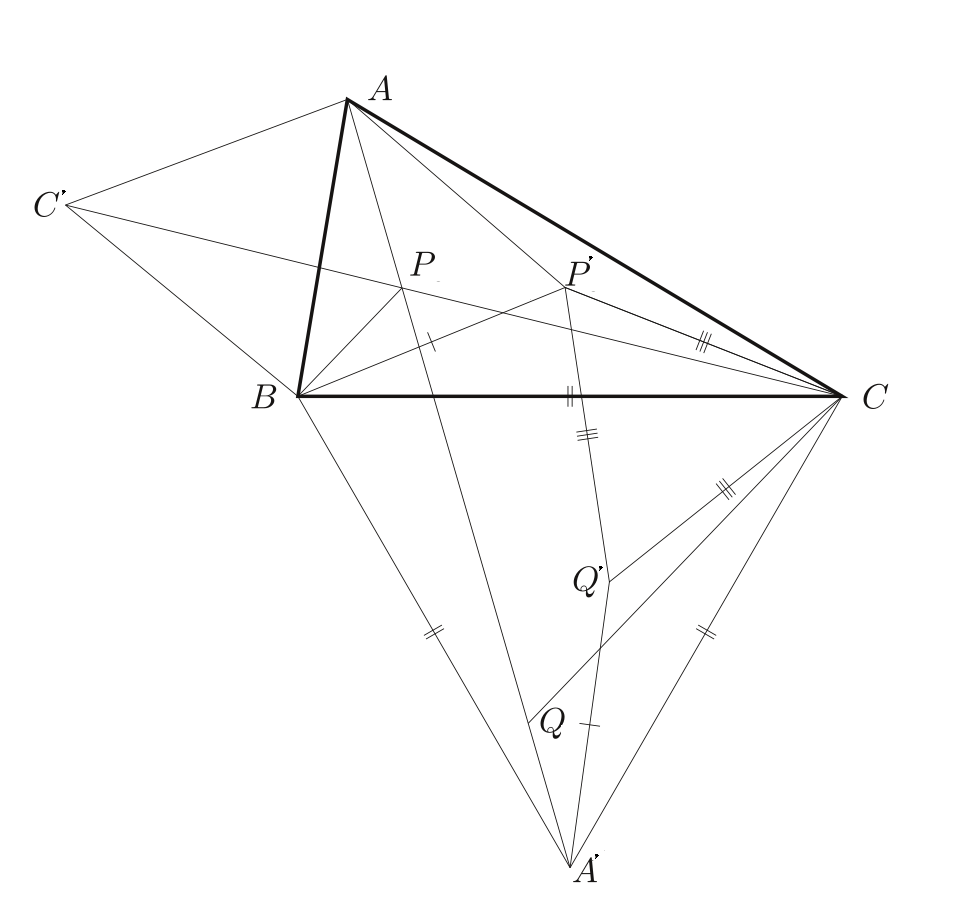

设P为线段CC'和BB'的交点。注意到三角形C'AC和三角形BAB'是全等的，三角形C'AC可以看做是三角形B'AB以A点为轴心顺时针旋转60度得到的，所以角{\displaystyle \angle \mathrm {C'PB} }等于60度，和{\displaystyle \angle \mathrm {C'AB} }相等。因此，A、B、C'、P四点共圆。同样地，可以证明A、B'、C、P四点共圆。于是：
{\displaystyle \angle \mathrm {APB} =\angle \mathrm {APC} =120^{\circ }}
从而{\displaystyle \angle \mathrm {CPB} =120^{\circ }}。于是可以得出：A'、B、C、P四点共圆，即
{\displaystyle \angle \mathrm {A'PB} =\angle \mathrm {A'CB} =60^{\circ }}
{\displaystyle \angle \mathrm {APA'} =\angle \mathrm {APB} +\angle \mathrm {A'PB} =120^{\circ }+60^{\circ }}
A、A'、P三点共线。也就是说CC'、BB'、AA'三条线交于一点。:90
接下来证明交点P就是到三个顶点距离之和最小的点。
在线段AA'上选择一点Q，使得QP = PC。由于{\displaystyle \angle \mathrm {QPC} =60^{\circ }}，所以等腰三角形PQC是正三角形。于是{\displaystyle \angle \mathrm {PCB} =\angle \mathrm {QCA'} }。同时QC = PC、BC = A'C，于是可以得出三角形BPC和三角形A'QC是全等三角形。所以QA' = PB。综上可得出：
PA + PB + PC = AA'

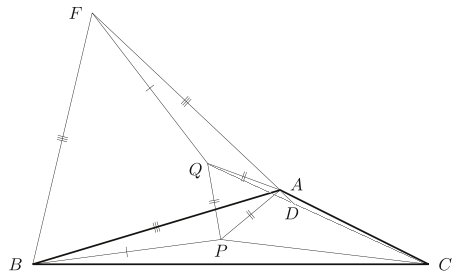

对于平面上另外一个点P'，以P'C为底边，向下作正三角形P'Q'C。运用类似以上的推理可以证明三角形BP'C和三角形A'Q'C是全等三角形。因此也有：
P'A + P'B + P'C = AP' + P'Q' + Q'A'
平面上两点之间以直线长度最短。因此
P'A + P'B + P'C = AP' + P'Q' + Q'A'  ≥  AA' = PA + PB + PC.
也就是说，点P是平面上到点A、B、C距离的和最短的一点。:124-125
最后证明唯一性。
如果有另外一点P'使得P'A + P'B + P'C = PA + PB + PC，那么
AA' = AP' + P'Q' + Q'A'
因此点P'和Q'也在线段AA'之上。依照P'和Q'的定义，可以推出
{\displaystyle \angle \mathrm {AP'B} =\angle \mathrm {AP'C} =120^{\circ }}
因此P'也是CC'、BB'、AA'三条线的交点。因此P'点也就是P点。因此点P是唯一的。:92
有一内角大于120°的情况。
如右图， {\displaystyle \angle \mathrm {BAC} }大于120°，P为三角形内一点。以BA为底边，向上作正三角形BAF；以PA为底边，向上作正三角形PAQ。于是三角形AQF和三角形APB是全等三角形。FQ = PB。所以
PA + PB + PC = FQ + QP + PC.
延长FA交QC于D点，则
FQ + QP + PC  > FQ + QC = FQ + QD + DC > FD + DC = FA + AD + DC > FA + AC = AB + AC.
即PA + PB + PC  > AB + AC.
所以A点到三顶点的距离比三角形内任意一点到三顶点的距离都小，即A点为费马点。

## 物理学解释
费马的问题也可以用物理的方法来解决。将平面上所给的三个给定点钻出洞来，再设有三条绳子系在一起，每条绳子各穿过一个洞口，而绳子的末端都绑有一个固定重量m的重物。假设摩擦力可以忽略，那么绳子会被拉紧，而绳结最后会停在平面一点的上方。可以证明，这个点就是三个给定点所对应的费马点。首先，由于绳长是固定的，而绳子竖直下垂的部分越长，重物的位置也就越低，势能越低。在平衡态的时候，系统的势能达到最小值，也就是绳子竖直下垂的部分的长度达到最大值，因此水平的部分的长度达到最小值。而绳子的水平部分的长度就是PA + PB + PC，因此这时PA + PB + PC最小，也就是达到费马点。
在系统处于平衡态时，由力学原理可知绳子两两之间张成的角度{\displaystyle \angle \mathrm {APB} }、{\displaystyle \angle \mathrm {BPC} }和{\displaystyle \angle \mathrm {APC} } 之间满足合力公式：
{\displaystyle {\frac {\sin(\angle \mathrm {APB} )}{\mathbf {m} g}}={\frac {\sin(\angle \mathrm {BPC} )}{\mathbf {m} g}}={\frac {\sin(\angle \mathrm {APC} )}{\mathbf {m} g}}}
也就是说这三个角相等，即都是120°。:197-198

## 推广
费马点的定义可以推广到更多点的情况。设平面上有m个点：P1 , P2 , ... , Pm，又有正实数：λ1 , λ2 , ... , λm。费马问题可以推广为：寻找一个点X，使得它到这m个点的距离在加权后之和:
{\displaystyle \lambda _{1}\cdot XP_{1}+\lambda _{2}\cdot XP_{2}+\cdots +\lambda _{m}\cdot XP_{m}}
是最小的。

### 高维的情况
费马点问题还可以推广到高维空间中。比如说在n维实向量空间{\displaystyle \mathbb {R} ^{n}}中，给定m个点：p1 , p2 , ... , pm，对空间中另一点x，设它到前述m个点的欧几里德距离之和为函数Dist(x)：
{\displaystyle \operatorname {Dist} (x)=\sum _{i=1}^{m}\|x-p_{i}\|}
则费马点问题就变成寻找使得Dist(x)最小的一点pmin ∈ {\displaystyle \mathbb {R} ^{n}}:236-237。与平面费马点问题相似，高维情况下的费马点问题也有由林德罗夫和斯图姆证明的类似结论:237：
1. 使得Dist(x)最小点pmin并且是唯一的。
2. 如果从任何一点pi到剩下的m-1点方向上的m-1个单位向量的向量和长度都大于1，那么：
  - pmin不是p1 , p2 , ... , pm中任何一点，
  - 从pmin到p1 , p2 , ... , pm方向上的m个单位向量的向量和是0。
3. 如果从某一点pi到剩下的m-1点方向上的m-1个单位向量的向量和长度小于等于1，那么pmin就是这个点。

对于加权的费马点问题，也有类似的结论，只需将上述结论中的向量和替换为加权向量和，条件中的1也要替换为对应点的权重:249-250。